# Riblja čorba
Riblja čorba (сербохорв. Рибља чорба, Riblja čorba, «рыбный суп», то есть «уха»; также это выражение в белградском сленге значит «менструация») — рок-группа из Сербии. Была основана Борисавом Джорджевичем (сербохорв. Борисав Ђорђевић, Borisav Đorđević) по прозвищу «Бора», в 1978 году в Белграде.

## Состав

### Нынешний состав
Борисав Джорджевич (вокал), Мирослав Милатович (ударные), Видоя Божинович (гитара), Никола Зорич (клавиши).

### Бывшие участники
Мирослав Алексич (бас), Момчило Баягич (гитара), Радислав Койич (гитара), Владимир Голубович (ударные), Никола Чутурило (гитара), Зоран Илич (гитара), Владимир Баряктаревич (клавиши).

## История

### Основание
Бора Джорджевич, перед уходом из группы «Рани мраз» Джордже Балашевича в 1978 году, несколько лет провёл в основанной им группе Сунцокрет, членами которой были Горица Попович, Ненад Божич, Снежана Яндрлич, Биляна Крстич и Бата Сокич. После возникновения разногласий с членами группы по поводу песни «Лутка са насловне стране», принял решение о создании новой группы с более жёстким звучанием. Вместе с приятелями из группы СОС (Миша Алексич, Райко Койич и Мирослав Милатович Вицко) основал группу Рибља чорба. Официально решение о создании группы было принято в ресторане Шуматовац 15 августа 1978 года. Первоначально планировалось, что группа будет называться Бора и Ратници, но, в итоге, пришли к решению о наименовании Рибља чорба с намёком на значение из белградского сленга. Первый концерт группы состоялся в населённом пункте Элемир 3 сентября 1978 года, после чего последовали выступления в Суботице и Сараево. 22 декабря был выпущен первый сингл группы с песнями «Лутка са насловне стране» (Кукла с обложки) и «Он и његов BMW» (Он и его BMW), который сразу приобрёл большую популярность.

### 1979—1984
После выпуска сингла, Бора Джорджевич решил, что ему нужна ещё одна гитара для более тяжёлого звука и ухода от сравнений группы с группой Горана Бреговича Бијело дугме. Тогда Райко Койич привёл в группу 19-летнего гитариста Момчило Баягича Баягу, которого знал из состава группы Глогов колац. Первый концерт в новом составе состоялся 7 января 1979 года в Ярковце. В Доме молодёжи 28 февраля состоялся первый белградский концерт группы. В начале марта музыканты отправились в турне по Македонии. Турне было успешно в плане приобретения новых поклонников, но не принесло особых финансовых результатов. Кроме того, Миша Алексич на концерте в Далове, оступившись, упал со сцены и сломал ногу, так что на концертах в Санджаке его заменял Мирослав Цветкович (позднее участник группы Бајага и инструктори).
19 марта 1979 года вышел в свет второй сингл группы с песнями «Рокенрол за кућни савет» (серб. Рок-н-ролл про домсовет) и «Валентино из ресторана». Песню «Валентино из ресторана» написал Райко Койич на текст Марины Туцакович. Это было единственным случаем в истории группы, когда автором текста песни был кто-то извне группы. Песню исполнили на Вечере свободных форм Фестиваля развлекательной музыки в Опатии. 1 сентября состоялась презентация дебютной пластинки на белградском Ташмайдане. Желая создать настоящее развлечение для посетителей, Бора концерт рекламировал слоганом: «Рибля чорба не отберёт у вас бабки — вход два сома», что в то время было очень популярной ценой. На разогреве перед концертом выступали группы Булевар, в которой тогда пел Деян Цукич, а на гитаре играл Неле Стаматович, и Формула 4 из Сараево. Удивительным фактом было, что публика знала песни наизусть, хотя альбом вышел лишь десятью днями ранее.
В 1979 году Бора и Райко были призваны на службу в армии. Группа не прерывала существование в этот период. 28 ноября 1979 года участвовали в марафонском концерте в Сараево. Выступали без Боры, Райко был в униформе, а Миша, не зная всех текстов, передал инициативу публике. Вскоре и он был призван в армию.
Дебютный альбом «Кост у грлу» (серб. Кость в горле) был записан в 1979 году. Продюсером пластинки выступил Энцо Лесич, а кроме Боры, авторами значились Миша, Райко и Ненад Божич из Сунцокрета, который был соавтором песни «Мирно спавај» (серб. Спи спокойно). Все песни на пластинке стали результатом проявленного Борой интереса к теме каждодневных жизненных проблем, а их несдержанный язык с самого начала создал проблемы. Так, в песне «Мирно спавај» двусмысленная строка «попиј своје седативе» (серб. выпей свои седативы) ассоциировалась с наркотиками, из-за чего значительная часть тиража была изъята из распространения. В настоящее время первые сто пластинок с оригинальным текстом признаны большим раритетом. В другом случае, Бора превентивно сменил название песни «Још један усран дан» на «Још један шугав дан» (серб. Ещё один паршивый день). Кроме этой песни, на пластинке оказались песни «Остани ђубре до краја» (Останься дрянью до края), «Звезда поткровља и сутерена» (серб. Звезда чердаков и подвалов), «Егоиста», «Позајмила је паре, полудела је скроз, купила је карту и села је у воз» (серб. Заняла деньги, свихнулась в конец, купила билет и села на поезд) и другие.
Итоговый тираж пластинки Кост у грлу составил 120000 проданных экземпляров. В музыкальных изданиях Бору называли рок-личностью года, а их хард-рок с элементами блюза не был тому препятствием, хотя панк и новая волна вовсю начинали набирать популярность. В конце июля 1980 года Бора, благодаря примерному несению службы, появился в Белграде на увольнительной. При помощи Райко Койича, сбежавшего из сараевской казармы, Баяги и Вицко, за одну ночь была записана песня «Назад у велики прљави град» (серб. Назад в большой грязный город). Поскольку Миша не смог получить увольнительную, Баяга записал и басовые партии. По возвращении в казарму, Райко получил 15 дней ареста, ибо его выдала фотография в газете. Сингл с песней «Назад у велики прљави град» вышел 1 сентября 1980 года. На стороне Б оказалась не подверженная цензуре песня «Мирно спавај», которая на этот раз не вызвала негативной реакции.
Перед Новым годом из армии возвратился Райко, в результате чего группа в полном составе играла 31 декабря и 1 января нового 1981 года с группой Атомско Склониште (серб. Атомное убежище) в зале «Пионир» с концертами под названием «Атомска Чорба».
По возвращении из армии, группа в студии Энцо Лесича до середины февраля 1981 года записывала альбом «Покварена машта и прљаве страсти» (серб. Испорченная мечта и грязные страсти), для которого Бора из армии слал тексты, чтобы его по возвращении ждали готовые песни, что, в основном, было заслугой Баяги. На альбоме выделились песни «Остаћу слободан» (серб. Останусь свободным), «Лак мушкарац» (серб. Лёгкий мужчина), «Неке су жене пратиле војнике» (серб. Некоторые женщины сопровождали воинов). Созданная в сотрудничестве с Баягой песня «Два динара, друже» была первой из трёх произведений Рибли чорбы, ставших хитами года на Хит 202. Альбом к концу 1981 года достиг тиража 200000 экземпляров. Официально появился в продаже 23 февраля, а за неделю до того группа триумфально провела концерты в Загребе в рамках акции «Привет из Белграда». Планировалось, что на обложке альбома будет восьмидесятилетняя дама, но примерно в то же время вышел альбом группы «Бијело дугме» «Доживјети стоту» с похожим решением, так что в итоге на обложке оказался писатель Милош Йованчевич. На двух концертах в Зале спорта в Новом Белграде собирались по 5000 зрителей, что стало началом успехов, постигших группу в ходе турне по Югославии, охватившем 59 городов. В конце июня члены группы были звёздами вечера на «Вјесниковом» концерте в Загребе, на котором собрались ведущие домашние группы. Миша по причине женитьбы не мог участвовать, так что его снова менял Мирослав Цветкович.
Рибља чорба уже тогда исполняла отдельные песни с нового альбома. Концерты сопровождались множественными инцидентами, вызванными переполненностью залов и плохим обеспечением безопасности. Первым в череде будущих бед стал концерт 10 сентября 1981 года в Рокотеке на Калемегдане, где толпой было проломлено ограждение и чудом никто не погиб, хотя было много пострадавших и потерянной обуви. Вопреки инциденту, концерт в СМИ получил хорошие отзывы, тем же вечером было исполнено несколько новых песен с гостем из Англии, басистом Джоном МакКоем.
В ноябре вышел и третий альбом «Мртва природа» (серб. Натюрморт), продюсером которого был МакКой. Баяга самостоятельно написал «Ја сам се ложио на тебе» (серб. Я полагался на тебя), в то время как все остальные хиты были продуктом Бориных текстов и музыки коллективного творения. На альбоме также появились «Не веруј жени која пуши Дрину без филтера» (Не верь женщине, что курит Дрину без фильтра), «Одлазак у град» (Отъезд в город), «На Западу ништа ново» (серб. На Западе без перемен), «Пекар, лекар, апотекар», «Нећу да испаднем животиња» (серб. Не хочу выглядеть животным), «Волим, волим жене» (серб. Люблю, люблю женщин). Альбом разошёлся рекордными 500000 экземпляров и Рибља чорба пробилась на самый верх югославской музыкальной сцены.
Группа начала турне, которое, как выяснилось, было неудачно названо «Кто выживет — расскажет». А именно, на концерте в загребском Ледовом дворце 8 февраля 1982 года собралось 15000 зрителей при вместимости около 10000, а поскольку были открыты всего два выхода, толпой была задавлена и скончалась 14-летняя жительница Загреба Желька Маркович. Это вызвало дополнительные проблемы для Боры к тем, что уже и так были в изобилии.
В начале февраля в «Иллюстрированной политике» было опубликовано письмо, в котором писалось на тему политической благонадёжности Рибли чорбы. Этого было достаточно, чтобы СУБНОР общины Карпош города Скопье заявил требование о запрете пластинки из-за строк «За идеале гину будале» (За идеалы гибнут дураки) и «Кретени дижу буне и гину» (серб. Кретины поднимают бунты и гибнут) из песни «На Западу ништа ново». Сразу после них, к требованию присоединились СУБНОР Сараева и СУБНОР Бездана, а также Союз социалистической молодёжи Боснии и Герцеговины. Акция получила большую огласку в СМИ, так что Рибля чорба была вынуждена впервые в карьере прервать концерт в Челье, поскольку дежурные пожарные команды были демонстративно агрессивны к публике. Концерт в Сараево смог состояться лишь при условии, что Бора написал объяснительную о песнях, которые планировал исполнять, и указал, что «На Западу ништа ново» будет исполнять под собственную ответственность. В Тузле в проведении концерта было отказано с обоснованием, что «организатор не может обеспечить мир и порядок в ходе выступления группы, чьё поведение не согласуется с социалистической моралью». Вся шумиха стихла, когда за группу вступился тогдашний председатель ветеранской организации.
Промотурне по поводу пластинки «Мртва природа» «Рибля чорба» завершила, играя четыре вечера подряд в середине апреля 1982-го в белградском зале «Пионир». Концерты были проведены с месячной задержкой, поскольку организаторы тянули после случая в Загребе, опасаясь, смогут ли обеспечить должную безопасность. Оснований для беспокойства не было, ибо в первый вечер музыканты выступали в полупустом Пионире, что вызвало их большое удивление. В то же время, на второй вечер зал уже был заполнен, а на выступлении от 11 апреля был записан их концертный альбом «У име народа» (серб. Во имя народа). Пластинка получила такое название по фразе, с которой начиналось вынесение приговоров, чем недвусмысленно намекала на Борины политические проблемы. За эти четыре дня Риблю чорбу «посмотрела 21000 человек заодно с многочисленными охранниками и милиционерами». Смирение политической напряжённости вокруг Рибли чорбы завершилось необычным решением. В День молодости, на день рождения Маршала Тито 25 мая 1982 года, группе была присуждена Майская премия Городского комитета Союза коммунистической молодёжи с обоснованием, что «группа поёт о жизни и проблемах молодых, и, что стала своеобразным символом большой части молодёжи».
Пластинка «У име народа» вышла двумя месяцами позднее и, как и все предыдущие, отлично разошлась тиражом в 120000, став самым продаваемым концертным альбомом тогдашней югославской истории рока. Несколькими днями позднее, Рибля чорба, вместе с другими домашними группами, играла на площади Маркса и Энгельса на концерте по поводу дня солидарности с народом Палестины. В течение этого года дошло и до первых разногласий в группе. Бора хотел ещё один альбом до конца года, в то время как Баяга считал необходимым выдержать паузу.
Все же, решение остаётся за Борой, и осенью выходит пятый альбом «Бувља пијаца» (Блошиный рынок), который уже в себе нёс порядком коммерческого звука и более слабых текстов. Пластинку снова продюсировал МакКой, а микс был сделан в Лондоне. С Чорбой в записи альбома участвовал Корнелие Ковач, игравший на клавишных, а в некоторых песнях появились и духовые, так что пластинка в себе носила некоторые элементы акустического звука. Бора написал тексты для всех песен, кроме «Бејби, бејби, дон’т вона крај» (англ. Baby, baby, don't wanna cry), которая полностью Баягина. Планировалось, что эту песню изначально будет петь Сладжана Милошевич на своей пластинке, но Бора настоял, что она останется для Чорбы. В качестве авторов музыки остальных песен подписались Миша, Райко и Вицко. Бора определённо сменил тематику, и на альбоме оказались песни «социального» посыла: «Слушај, сине» (серб. Послушай, сынок), «Ја ратујем сам» (серб. Воюю один), «Правила», «Кад ти на главу сруши читав свет» (серб. Когда тебе на голову обрушится весь свет), «Како је лепо бити глуп» (серб. Как хорошо быть глупым, навеяна службой Боры в ЮНА). Песни с альбома появились и, как своеобразный саундтрек к комедии «Тесна кожа». Все же, несмотря на 300000 проданных экземпляров, альбом считается началом падения Рибли чорбы. Группа пустилась в турне через две недели после выхода пластинки, и столкнулась со слабым интересом публики.
По результатам голосования читательниц Базара, Бора был признан идеальным мужчиной, на что он ответил песней «Домаћице, скините гачице, ја волим ваше фланелске спаваћице» (серб. Домохозяйки, скиньте трусики, я люблю ваши фланелевые ночнушки).
Большое турне музыканты завершили в начале апреля 1983 года амбициозным концертом на Сајмишту, который по мышлению Боры должен был повторить успех группы «Бијело дугме» с концертом у Хайдучкой чесмы. Идея о Саймиште была Бориной, поскольку он был сентиментально связан с этим местом, куда его на одну из знаменитых гитариад привёл Петар Попович. В желании обновить площадку, Бора практически сам, с Мишей Алексичем организовал концерт. Они постарались устроить крупнейшую сцену, когда-либо виданную в Югославии, оснастив её адекватным и качественным световым и звуковым оборудованием. Бора с Марко Янковичем и Зораном Модли записал рекламу на радио. В хлопотах о концерте дошёл до того, что вместе с Зораном Модли разбрасывал с самолёта листовки над Нови-Садом, Зренянином, Шабцем, Панчевом и Белградом. Концерт шёл под названием «Хлеба и игара» (серб. Хлеба и зрелищ), а на разогреве выступали «Д’Бојс» и «Силуете», в котором тогда на гитаре играл молодой Никола Чутурило. К обеспечению порядка на концерте было привлечено 170 милиционеров и 340 дружинников. Бора ожидал большую толпу, так что даже пошёл на пари с приятелями, что, если не будет продано 10000 билетов, обреется наголо. Поскольку было продано всего 8000, Бора, действительно, после выступления обрил голову. А этому предшествовала и ещё одна ритуальная стрижка, поскольку тем вечером группа рассталась с Вицко Милатовичем, отправлявшимся на службу, так что его прямо на сцене обрили и собрали в армию. Вместо него за ударные сел Влайко Голубович, который до того был в составах Тилта и Сунцокрета, а впоследствии — в группе Бајага и Инструктори.
Перерывом в работе группы воспользовался Райко Койич, выпустив мини-альбом «Не буди ме без разлога» (серб. Не буди меня без повода) (ПГП-РТБ 1983). Райко написал музыку, а Бора и Баяга — тексты. На пластинке играли клавишник Лаза Ристовски, басист Неша Япанац и Влайко Голубович, а Бора отпел три своих и один Баягин текст. В конце того же года Баяга решил записать собственный альбом «Позитивна географија» после ряда песен, написанных для других (Булевар, Здравко Чолич).
В 1984 вышла «Позитивна географија», и Баяга стал хитом № 1 в стране. При этом, продолжал утверждать, что остаётся верен Чорбе, что подтвердил приходом в студию и записью альбома «Вечерас вас забављају музичари који пију» (серб. Этим вечером вас развлекают музыканты, которые пьют). Поскольку в ПГП-РТБ не хотели финансировать Чорбе запись в Лондоне, группа перешла в загребский Југотон. Пластинку вместе с членами группы продюсировал Корнелие Ковач в Любляне, а микс был сделан в Лондоне. Сразу по выходе альбома в 1984-м, республиканская цензура провозгласила три песни с альбома политически неблагонадёжными, так что пластинка получила ярлык китча и, в связи с этим, более высокую цену в продаже. Альбом вышел весной, и, по мнению многих, стал одним из лучших. Отличался ритм вследствие отсутствия Вицко за ударными, а музыка была, в основном, Баягина, что себя показало выигрышной комбинацией. Баяга написал музыку для пяти песен, включая две полностью свои: «Кад ходаш» (серб. Когда идёшь) и «Вечерас вас забављају музичари који пију». Проблемы возникли из-за текстов песен «Мангупи вам кваре дете» (серб. Негодяи портят ваших детей) и «Бесни пси» (серб. Бешеные псы), в которой, среди прочего, Бора поёт: «Грчки шверцери, арапски студенти, негативни елементи, малолетни деликвенти и бесни пси» (серб. Греческие контрабандисты, арабские студенты, негативные элементы, малолетние деликвенты и бешеные псы), что вызвало международное возмущение. Посольства трёх арабских государств, и даже африканского государства Заир, жаловались, что Бора сравнил арабских студентов с бешеными псами. Тогда республиканское министерство культуры назначило экспертизу песни, а перед Чорбиным белградским концертом поступило требование из органов, чтобы песня не исполнялась. Турне даже на фоне хорошего альбома прошло достаточно плохо. Пластинка в том году разошлась рекордным тиражом в 120000 экземпляров, несмотря на то, что официально была признана китчем.

## 1984—1989
В течение лета дошло до «распада» группы, когда любимец СМИ Баяга, а также пристрастившийся к героину Райко, были исключены из группы. Точнее, группе была предложена гастроль в Греции с большими гонорарами. Бора через Мишу контактировал с Баягой и Райко находившимися на летнем отдыхе. Райко, неоднократно обвинённый в плохой игре в ходе прошлого турне, отказался, так что Бора принял решение его исключить из группы. Баяга на это отреагировал примерно так: «если уходит тот, кто меня привёл, ухожу и я». Бора все «решил» объявлением в «Экспресс Политике», которым сообщил, что Баяга и Райко больше не члены Рибли чорбы.
В группу в качестве замены пришли гитаристы Видоя Божинович Джинджер (бывший член «Опуса» и «Рок-машины») и Зоран Дашич. Вицко возвратился из армии, в то время как Влайко Голубович перешёл в Баягу и инструкторы. Дашич из-за семейных проблем вскоре оставил группу после нескольких проб. Позднее основал собственную группу Легенде, для которой Бора написал тексты семи песен и компоновал музыку двух песен в их альбоме «Дођи друже до Србије уже». Вместо Дашича, членом группы стал Никола Чутурило. Новый состав Бора обыгрывал на практически анонимных выступлениях. Так, на последнем вечере Белградского лета в Доме молодёжи 20 сентября они выступали под названием «Дебели Богољуб и љути тезгароши» (серб. Толстый Боголюб и лютые лабухи). При этом, в ходе концерта лишь приятели распознали в музыкантах «Риблю чорбу». Всю ту осень группа играла по малым залам, укрепляя связь между новыми и старыми членами.
В новом периоде дошло до сотрудничества Боры и Горана Бреговича, которые в то время были конкурентами. Для пластинки группы «Бијело дугме» Бора написал половину текста и спел вместе с Гораном песню «Педикулис пубис» (лат. Лобковая вошь). Сотрудничество с группой Бијело дугме помогло пошатнувшемуся статусу Рибли чорбы. В течение зимы группа вернулась в студию и записала новый альбом «Истина», вышедший в 1985 году. Пластинку записывали Ратко Остойич и Горан Вейвода, а продюсером снова был МакКой. Горан Брегович отплатил ответным визитом, спев в песне «Диско мишић» (серб. Диско-мышца), а Джинджер и Чутура, каждый подписались в авторстве по одной песне. В альбоме появилась песня «Погледај дом свој, анђеле» (серб. Взгляни на дом свой, ангел), которую впоследствии слушатели «Хита недели 202» избрали песней года, а в 1990 году — и песней десятилетия. Перед выходом альбома группа представила новые песни на выступлении в клубе Кулушич в рамках акции «Боље вас нашли» (серб. Спасибо за приглашение), когда группы из Белграда гостевали в Загребе. Несмотря на то, что многие в то время считали Риблю чорбу пережитком прошлого, на концерте музыканты одержали триумф, дважды выходя на бис. На обложке альбома «Истина» были изображены лица членов группы, вмурованные в Челе-кулу. Из-за песен «Погледај дом свој, анђеле», «Снаге опозиције» (серб. Силы оппозиции), «Ало» и «Дворска будала» (серб. Придворный шут), Юготон отказался печатать пластинку, в результате чего группа возвратилась к ПГП-РТБ. ПГП-РТБ отказало лишь в публикации песни «Снаге опозиције», а в песне «Ало» строчка «са планине шакал завија, тамо је Југославија» (серб. с горы шакал завывает, там Югославия) была заменена на «ја из далеких предела посматрам туђа недела» (серб. я из далёких краёв наблюдаю чужие преступления). Идея издать «Снаге опозиције» отдельным синглом была отклонена, поскольку газеты опубликовали текст спорной песни. Позднее, в 1997 году, она вышла в составе сборника «Трећи Српски устанак».
Уже на следующий год группа выпустила новый альбом «Осми нервни слом» (Восьмой нервный срыв), который продюсировал Корнелие Ковач, а гостями на пластинке были актриса Ана Костовска, певшая в песне «Проклето сам» (серб. Я проклято), Йова Мальокович, сыгравший на саксофоне в песне «Један човек» (серб. Один человек), и Эдди Грант, спевший две строфы в песне «Амстердам». Кроме песни «Амстердам», ударным хитом на пластинке была песня «Немој да идеш мојом улицом» (серб. Не смей ходить моей улицей), в то время, как остальные песни, из-за самоцензуры музыкальных редакторов, были слабы. В начале 1986 года на заседании Комиссии Председательства ЦК СКЮ по информационно-пропагандистской деятельности даже велась дискуссия о текстах Рибли чорбы. Политические дилеммы не повлияли на интерес публики, и Рибля чорба 8 марта 1986 года перед десятком тысяч собравшихся на сараевском Рок Уранку в Скедерлии начала своё успешнейшее турне со времён пластинки «Мртва природа». В конце марта, после четырёхлетнего перерыва, вновь наполнили белградский Пионир, чем подтвердили возвращение на сцену.
Постигшим группу подъёмом воспользовался Вицко, выпустив свой сольный альбом-первенец «У ритму срца малог добошара» (серб. В ритме сердца малого барабанщика) в июне 1986 г. на ПГП РТБ. Пластинку продюсировал Корнелие Ковач, Вицко пел, а играли гитаристы Миодраг Живадинович и Драган Детелич Делта, басист Драган Гайич и ударник Зоран Радованович Баки. Все песни написал Вицко при содействии Миодрага Живадиновича. Большую часть материала Вицко написал во время пластинки «Мртва природа» и в ходе сотрудничества с группой Ратници. Паузой в работе группы воспользовался не только Вицко, но и Бора, спев на пластинке «Сеобе» группы Кербер в песне «Човек од меда» (серб. Человек из мёда).
В это же время Бора был вынужден отказаться от карьеры в малом футболе. Защищая ворота команды Делириум Тременс, повредил Ахиллово сухожилие, в связи с чем группа не смогла провести несколько концертов, на которых планировала исполнить публике новые песни. Вместо этого, члены группы впервые в карьере записывали демо-версии песен для следующего альбома. В конце года на МЕСАМ получили награды, как рок-группа года. Бора был назван лучшим композитором, в то время, как Миша автором хита года — песни «Амстердам».
В феврале 1987 года выпущена девятая пластинка «Ујед за душу» (серб. Плевок в душу), на которой Бора скомпоновал три с половиной песни, а авторами подписались Джинджер, Чутура и Миша. Тогда же сделали и первую обработку, что впоследствии стало частым явлением на пластинках группы. Песня «Задњи воз за Чачак» (серб. Последний поезд на Чачак) была обработкой песни «Last train to Clarksville» Нила Даймонда, в своё время исполнявшейся группой Monkeys. Кроме песни «Члан мафије» (серб. Член мафии), в которой на мотив карибской музыки Бора поглумился над Союзом коммунистов Югославии, в остальном, на пластинке не было политических тем. Две Борины песни «Несрећнице, није те срамота» (серб. Несчастная, не стыдно тебе) и «Зашто куче арлауче» (серб. Почему щенок воет), которые не вошли на пластинку, были опубликованы на подарочном сингле, доставшемся владельцам первой тысячи альбомов.
В том же году Бора Джорджевич оказался на скамье подсудимых по обвинению в «оскорблении трудового народа Югославии» стихотворением «Црни мерцедес» (Чёрный Мерседес), но был оправдан.
Десятилетие существования группы (1988) было отмечено сборником «Рибља чорба 10» и альбомом «Прича о љубави обично угњави» (серб. Рассказ о любви обычно надоедлив), который, вопреки нарастающим политическим проблемам, практически не содержал политических текстов, зато имел несколько доброкачественных песен: «Авиону, сломићу ти крила» (серб. Самолёт, сломаю тебе крыла), «Ко те љуби док сам ја на стражи» (серб. Кто тебя целует, пока я на посту), «Око мене» (серб. Вокруг меня) и т. д. По поводу юбилея провели концерт на белградском Саймиште для 15000 зрителей. Но, перед этим, управление внутренних дел им не позволило провести бесплатный концерт на площади перед храмом Святого Саввы, где также планировалось выступление групп Пилоти и ЕКВ. Между тем, в группе продолжились внутренние проблемы. Работая в Чорбе, Чутура начал писать для других, так что его тексты оказались на пластинках Дејана Цукића, Ју группе, Кербера, а в 1988 году он записал и свою первую сольную пластинку «Девет лаких комада» (серб. Девять лёгких кусков). После выпуска своей второй пластинки, 1 ноября 1989 года Чутура ушёл из группы ради сольной карьеры. В момент, когда все прогнозировали прекращение существования «Рибли чорбы», в группу пришёл гитарист Зоран Илич, который до того был членом коллектива «Безобразно зелено».

## 1989—1996
Когда все прогнозировали распад группы из-за перемен состава, «Рибля чорба» с новым членом записала альбом «Коза ностра», который продюсировал Саша Хабич, а гостями на пластинке были Бранимир «Джони» Штулич и группа Азра, Горица Попович, Биляна Крстич, Снежана Яндрлич, а на клавишных играл Саша Локнер из Баяги и инструкторов. В альбом вошли песни «Ал Капоне», «Где си у овом глупом хотелу» (серб. Где ты в этом глупом отеле), «Тито је ваш» (серб. Тито — ваш, игра слов с местоимением «ваш» и словом «вошь») и «Црна Гора, Бар» (серб. Черногория, Бар — кавер на песню «Memphis, Tennessee» Чака Берри).
После начала гражданской войны в Югославии, Бора Джорджевич стал активным сторонником сербских военных в Республике Сербской и Республике Сербской Краине. В ходе военных лет группа гастролировала по загранице и выпускала пластинки, не оставившие заметного следа.
Альбом «Лабудова песма» (серб. Лебединая песня) изначально задумывался, как прощальный, но было принято решение работать дальше. Диск записан в конце 1991-го в Вене и, кроме песни «Кад сам био млад» (серб. Когда я был молод — обработка «When I was young» Эрика Бёрдона), ни одна другая не задержалась в эфире, а три песни Оливера Мандича так и не попали на пластинку.
Следующая пластинка «Збогом, Србијо» (серб. Прощай, Сербия) также не принесла группе особого успеха. Кроме обработок песен «Зелена трава дома мог» (серб. Зелёная трава дома моего) из репертуара Тома Джонса, «Данас нема млека» (серб. Сегодня нет молока) группы Herman’s Hermits и «Тамна је ноћ» (серб. Тёмная ночь) Марка Бернеса, большинство остальных песен не снискали успеха. Единственной новостью в группе было появление нового клавишника и сопродюсера этой пластинки Влады Баряктаревича (бывшего члена группы «Ван Гог»). Вицко снова обратился к сольной карьере, выпустив в 1996 году в рамках группы «Индијанци» компакт-диск с песнями порнографического содержания.
Летом 1996 года, когда Рибля чорба выступала в Республике Сербской на митингах Сербской демократической партии, с ними не выступал Зоран Илич, и тогда же было объявлено, что он больше не член группы. На диске «Остало је ћутање» (серб. Осталось молчание), выпущенном Чорбой, отметились песни «Љубоморко» (серб. Ревнивец), обработка песни «Jealous Guy» Джона Леннона и песня «Гњилане», обработка песни швейцарского музыканта Пола Хофера. Параллельно с этой пластинкой, Бора в 1996 году для «Радио Биелина» записал альбом «Њихови дани» (серб. Их дни), единственный альбом, который был выпущен не под именем группы, ибо он был крайне политически ангажированным и направленным против Слободана Милошевича и Миры Маркович.

## 1997—2011
В начале 1997 года «Рибля чорба» провела турне под названием «По свободным городам Сербии», которое завершила двумя концертами на Ташмайдане. В том же году был выпущен сборник «Трећи српски устанак» (серб. Третье сербское восстание), на котором нашлись политические песни, написанные за всю карьеру группы. Из ранее не публиковавшихся материалов, на пластинке оказались песни «Снаге опозиције» (серб. Силы оппозиции) и «Волим и ја вас» (серб. Люблю и я вас).
В 1999 вышел альбом «Нојева барка» (серб. Ноев ковчег) с песнями «16 ноћи» (серб. 16 ночей), «Где си» (серб. Где ты), «Нојева барка» и т. д. В этом альбоме Баяга, через 15 лет после ухода, вновь сотрудничал с группой, скомпоновав и спев в песне «Где си». Этот и следующий альбом «Пишанје уз ветар» (Писанье против ветра) оставили более заметный след по сравнению с альбомами военного времени. После внеочередных парламентских выборов 28 декабря 2003 года, Бора Джорджевич, как член Демократической партии Сербии, был назначен помощником министра культуры, но вынужден уйти в отставку в 2005-м после того, как обвинил журналиста телеканала В92 в шпионаже и антисербской политике.
В конце 2005-начале 2006 годов группа записала новый альбом, но, на этот раз, он задуман, как тройной компакт-диск с выходом дисков по очереди. Первый диск звался «Невиност без заштите» (серб. Невинность без защиты) и содержал четыре песни, среди которых примечательна песня «Дијабола» (серб. Гопник), второй диск трилогии назывался «Девичанска острва» (серб. Виргинские острова) и содержал пять песен, из которых песня «Пандорина кутија» (Ящик Пандоры) появилась в фильме «Условна слобода». Третий диск «Амбасадори лоше воље» (серб. Послы плохой воли) был запланирован на весну 2006-го, но вышел гораздо позднее.
10 марта 2007 года группа провела концерт в Белградской Арене.
В конце 2008 записан новый альбом «Минут са њом», вышедший в начале 2009 года. В этом альбоме, посвящённом новой супруге Боры Джорджевича, практически все песни любовного характера (за исключением песни «Радићу шта год хоћу» (Буду делать, что вздумается). 31.10.2009, за день до дня рождения Боры Джорджевича, в Белградской Арене состоялся концерт, посвящённый 30-летнему юбилею Рибли чорбы. После него группа выпустила очередной концертный альбом «Нико нема овакве људе» (Нигде больше нет таких людей).

## 2011—2024
Летом 2012 года вышел альбом «Узбуна!». 23 марта 2013 года состоялся большой концерт на Белградской Арене.
29 ноября 2020 года группа понесла тяжёлую утрату: от последствий коронавируса умер Миша Алексич, композитор и продюсер альбомов группы. 4 сентября 2024 года скончался бессменный вокалист группы Бора Джорджевич.

## Интересные факты
- Почта Словении в сентябре 2009 года выпустила почтовую марку, посвящённую группе. В настоящий[какой?] момент марка считается дорогостоящим филателистическим раритетом.
- Вскоре после прихода в группу Джинджера, выяснилось, что он боится летать самолётом. Однако, дабы не препятствовать гастрольной деятельности группы, Джинджеру пришлось перебороть свой страх. Во время первого полёта в Америку, он перебрал на борту успокоительного и алкоголя, так что по прилёте не мог ходить и ему понадобилась инвалидная коляска. Этот эпизод позднее был запечатлён в песне «Лети Чича преко баре» (серб. Летит Чича за бугор).
- На юбилейном концерте 2009 года 20000 зрителей в Белградской Арене спели для музыкантов группы песню «Лутка са насловне стране», после чего Бора воскликнул: «Нико нема овакве људе!» (серб. Нигде больше нет таких людей!), что стало названием альбома с этого концерта.
- После гражданской войны, группа принципиально не выступает в Хорватии, хотя там имеет много почитателей, приезжающих на её концерты из Хорватии.

## Дискография

### Студийные альбомы
- 1979 / «Кост у грлу»
- 1981 / «Покварена машта и прљаве страсти»
- 1981 / «Мртва природа»
- 1982 / «Бувља пијаца»
- 1984 / «Вечерас вас забављају музичари који пију»
- 1985 / «Истина»
- 1986 / «Осми нервни слом»
- 1987 / «Ујед за душу»
- 1988 / «Прича о љубави обично угњави»
- 1990 / «Коза ностра»
- 1992 / «Лабудова песма»
- 1993 / «Збогом Србијо»
- 1996 / «Остало је ћутање»
- 1999 / «Нојева барка»
- 2001 / «Пишање уз ветар»
- 2003 / «Овде»
- 2005 / «Трилогија 1: Невиноси без заштите»
- 2006 / «Трилогија 2: Девичанска острва»
- 2006 / «Трилогија 3: Амбасадори лоше воље»
- 2008 / «Минут са њом»
- 2012 / «Узбуна»
- 2019 / «Да тебе није»

### Концертные альбомы
- 1982 / «У име народа»
- 1995 / «Нема лажи, нема преваре» (1985)
- 1996 / «Од Вардара па до Триглава» (1988)
- 1997 / «Београд, уживо»
- 2008 / «Гладијатори у БГ Арени» (2007)
- 2010 / «Нико нема овакве људе!» (2010)
- 2012 / «Концерт за бригадире (Ђердап 1985.)» (2012)

### Сборники
- 1997 / «Трећи српски устанак»
- 2008 / «Трилогија»

### Соло альбомы
- 1983 / «Не буди ме без разлога» (Радислав Койич)
- 1996 / «Њихови дани» (Борисав Джорджевич)

## Рибља чорба и «компания»
Вместе с Гораном Бреговичем в 1984 году группа записывает песню «Педикулис пубис», а в 1985 году — «Диско мишич».
В 1998 году вместе с Нелле Карайличем появляются на свет «Победничка химна» и «Губитничка химна», посвящённые футбольной теме.
3 июля 2004 Riblja CORBA вместе с белградской группой Zabranjeno Pušenje провели концерт в Белграде в районе Ušće. Концерт приурочен к празднованию двадцатипятилетия на сцене Riblja CORBA и двадцатилетия на сцене Zabranjeno Pušenje. Концерт больше всего запомнился тем, что Zabranjeno Pušenje закончили выступление примерно через полчаса и бросали различные предметы на сцене. Также в концерте принимали участие Negative , Prljavi Inspektor Blaža i Kljunovi , Bjesovi , Alogia , Roze Poze , Abonos , Kraljevski Apartman , Đorđe David и другие.